# Моле-Антонелліана
Моле-Антонелліана (італ. Mole Antonelliana) — будівля в італійському Турині заввишки 167 метрів, споруждена у  XIX столітті архітектором Алессандро Антонеллі, яка з часом стала головним символом міста. Зараз тут розміщується Національний музей кіно Італії.
Будівництво розпочалося у 1863 році, невдовзі після об'єднання Італії, і завершилося у 1889 році, вже після смерті архітектора. Спочатку будівля була задумана як синагога, зараз у ній знаходиться Національний музей кіно, і вважається, що це найвищий музей у світі. Зображення будівлі зображено на аверсі італійської монети номіналом 2 євроценти. На стелі першого поверху під атріумом можна побачити каталонські склепіння, які відносно рідко зустрічаються в Італії, але популярні в Іспанії, звідки вони походять. 

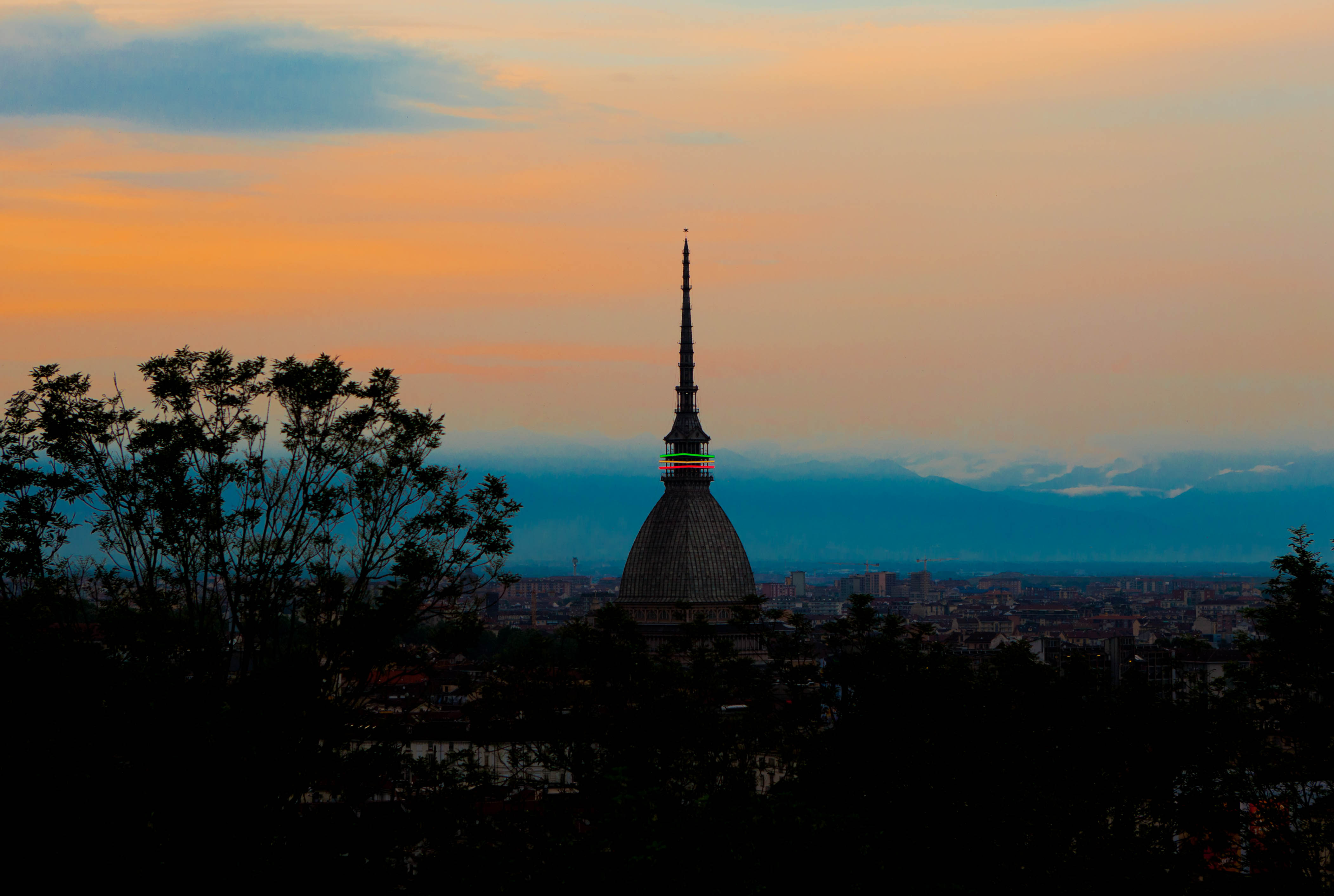
Моле-Антонелліана у 2011.